# Anania stachydalis
Anania stachydalis — вид лускокрилих комах родини вогнівок-трав'янок (Crambidae).

## Поширення
Вид поширений на значній частині Європи.. Присутній у фауні України.

## Опис
Розмах крил 19–24 мм.

## Спосіб життя
Метелики літають з травня по серпень. Гусениці живляться різними видами чистця (Stachys).